# Juunin Toiro
Singles de Misono
Zasetsu Chiten
(2007) Mugen Kigen
(2008)
Jūnin Toiro est le 8e single de Misono sorti sous le label Avex Trax le 14 novembre 2007 au Japon. Il atteint la 47e place du classement de l'Oricon, il reste classé pendant 2 semaines, pour un total de 3 200 exemplaires vendus. Il sort en format CD et CD+DVD.
Jūnin Toiro et Giza Giza Life se trouvent sur l'album Sei -say-.

## Liste des titres
Toutes les paroles sont écrites par Misono.
| 1. | Jūnin Toiro (十人十色)                     | Yumi Nakashima, GO!GO!7188 | 4:15 |
| 2. | Giza Giza Life (ギザギザ)                  | Yumi Nakashima, GO!GO!7188 | 5:23 |
| 3. | Jūnin Toiro （Instrumental） (十人十色)    | Yumi Nakashima, GO!GO!7188 | 5:21 |
| 4. | Giza Giza Life （Instrumental） (ギザギザ) | Yumi Nakashima, GO!GO!7188 | 4:13 |

| 1. | Jūnin Toiro (十人十色)                                   |  |
| 2. | Misono Commentaire Vidéo (Misonoコメント映像)            |  |
| 3. | Jūnin Toiro ~TV Spot 15 Seconds + 30 Seconds~ (十人十色) |  |